# Centuriazione del territorio di Padova

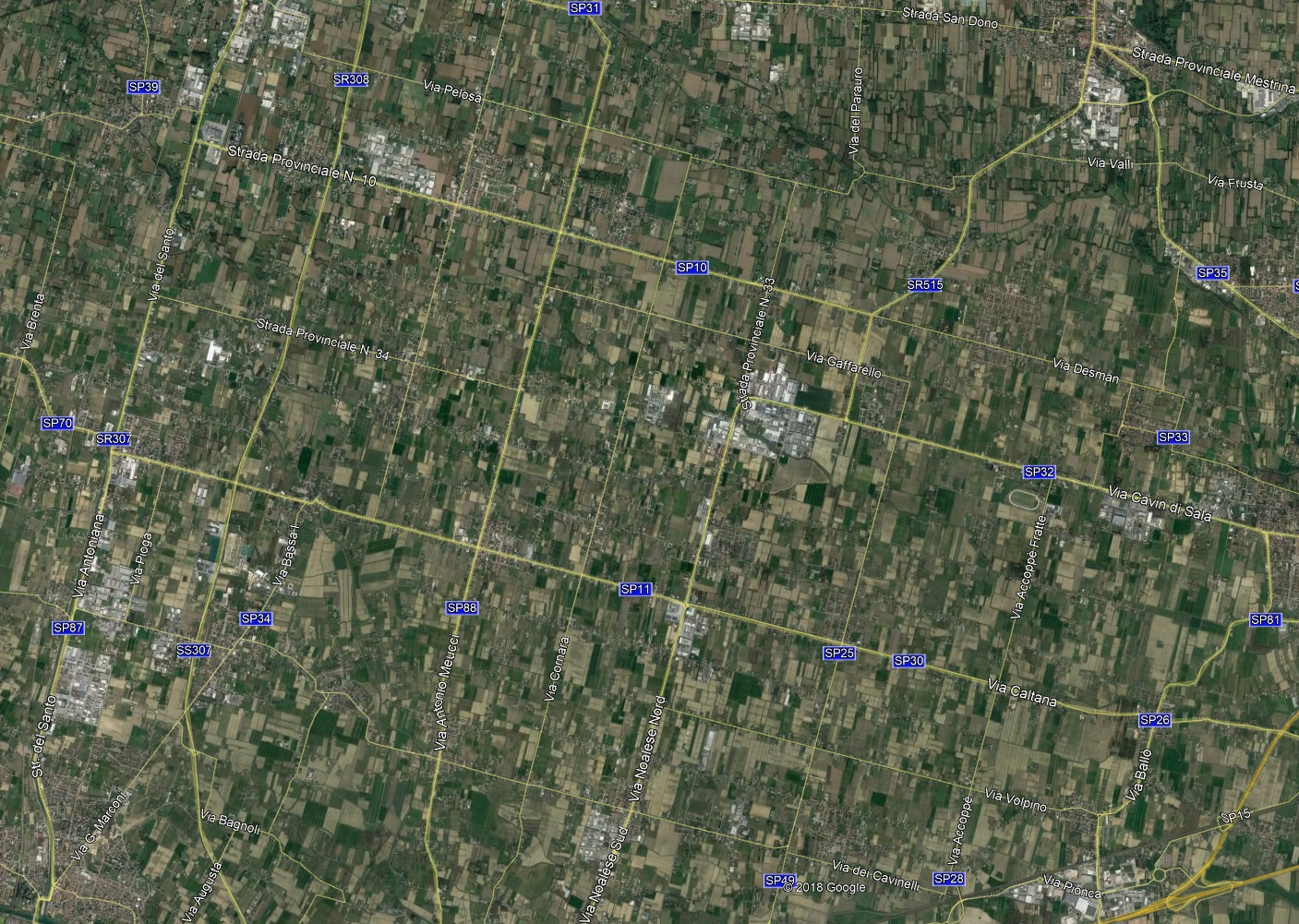
Vista satellitare dell'area del Graticolato.

La centuriazione del territorio di Padova è l'organizzazione agraria, attuata nel corso del I secolo a.C., del territorio del Patavium, l'odierna Padova. Il terreno veniva diviso in centurie, quadrati di circa 710 metri di lato, da ripartire in poderi destinati ai coloni, spesso  legionari in congedo.

## Il territorio
Al municipium di Patavium, probabilmente il centro più fiorente della Regio X, era assegnato un territorio piuttosto vasto. A nord confinava con Feltria (Feltre), comprendendo anche l'altopiano dei Sette Comuni. Ad est, la via Aurelia e il Muson lo separavano da Acelum (Asolo) e, a partire dall'odierna Castelfranco Veneto, da Altinum (Altino) raggiungendo la Laguna Veneta presso l'attuale Marghera. Il territorio si estendeva poi a sud sino al corso dell'Adige (che comunque ha subito diversi mutamenti) e alla sua foce, oltre i quali si trovava Hatria (Adria). A sud-ovest, il limite con Atheste (Este) si snodava tra le attuali Treponti e Anguillara Veneta, mentre i confini occidentali, con Verona e Vicetia (Vicenza), seguivano un paleoalveo del Brenta.
Viste l'ampiezza e varietà morfologica del territorio, furono necessarie almeno tre diverse centuriazioni. La prima, scoperta solo di recente, è stata individuata a sud del capoluogo (Saccisica). La seconda fu tracciata a nord (Cittadella, Bassano del Grappa) e aveva per cardine massimo la direttrice Padova-Bassano e per decumano massimo la via Postumia. L'ultima è quella che oggi viene detta Graticolato Romano e rappresenta uno dei segni più evidenti di centuriazione romana.

### Il Graticolato Romano
Il Graticolato Romano si estendeva presso l'area a nord-est della città, tra le attuali province di Padova e Venezia, che si caratterizza ancora per la notevole regolarità con cui sono disposte le strade. Rappresentava la centuriazione cis Musonem, ossia "al di qua del fiume Muson" che segnava il confine con il municipio di Altinum.
Sebbene per molti sistemi analoghi il centro geometrico della suddivisione agraria (umbilicus agrii) coincideva con il centro geometrico dell'urbanistica cittadina (umbilicus urbi), in questo caso il cardine e il decumano massimi si incrociavano più a nord di Padova, nei pressi dell'attuale San Giorgio delle Pertiche. Il primo, che invero era il prolungamento del cardine cittadino, corrispondeva alla via Aurelia, l'attuale SR 307; il secondo coincideva con l'odierna via Desman (che deriverebbe proprio da decumanus), asse viario che procede tra i comuni di Borgoricco, Santa Maria di Sala e Mirano.
L'orientamento della centuriazione non è allineato secondo i punti cardinali e presenta rispetto a questi un'inclinazione di circa 14,5° gradi rispetto alla longitudine (est-ovest). In questa maniera, le strade seguono la pendenza del terreno e quindi il defluire delle acque, ma si ha anche una migliore distribuzione della luce solare.
Ciascuna centuria è suddivisa in 8 fasce trasversali anziché le normali 10, da 2,5 actus (pari a 88,80 m). Si ipotizza inoltre che la centuria fosse divisa anche in 20 fasce longitudinali da 1 actus (35,52 m), formando un totale di 160 riquadri, ciascuno da 1,25 iugeri (3.154 m2)
I campi presentano una caratteristica lavorazione a bauletto con un colmo trasversale per permettere il facile scolo delle acque piovane.

#### Il Graticolato oggi
La veduta aerea presenta il Graticolato come una gigantesca scacchiera. Se in origine doveva estendersi per 21 km da est ad ovest e per 18,5 km da nord a sud con circa seicento centurie, attualmente ne restano appena duecentoventi intatte. Le strade rimaste sono circa 300 km sugli originali 800.
Il graticolato interessa gli attuali comuni di Mirano, Pianiga e Santa Maria di Sala nella città metropolitana di Venezia e Massanzago, Vigonza, Villanova di Camposampiero, Borgoricco, Cadoneghe, Campodarsego, San Giorgio delle Pertiche, Santa Giustina in Colle e Camposampiero in provincia di Padova.
Attualmente, alcune associazioni di cittadini dei vari comuni compresi nell'area del Graticolato Romano (o Agro Centuriato Patavino), stanno lavorando per la costituzione di un parco regionale di interesse locale che miri alla tutela storico-paesaggistica ed ambientale di questa zona, purtroppo interessata da uno sviluppo urbanistico e infrastrutturale, fortemente incentivato e accresciuto negli ultimi anni, che, se non verrà limitato e regolamentato, rischia di snaturare e compromettere per sempre questa preziosa area della pianura centrale veneta.

#### La cristianizzazione
Diversi studiosi hanno rilevato dei legami tra la struttura del graticolato e la distribuzione delle chiese più antiche, riuscendo così a ricostruire la diffusione della cristianizzazione in epoca paleocristiana.
Una delle chiese più antiche è probabilmente la parrocchiale di Santa Giustina in Colle dedicata alla martire di origini padovane. Non è un caso che sorga in vicinanza dell'umbilicus agrii, ma piuttosto discostata dagli assi stradali: i primi cristiani dovevano infatti operare con discrezione se non clandestinamente, in un territorio ancora in gran parte pagano. È però probabile che un primo luogo di culto fosse stato costruito più a sud, in località Caodelmondo (da Caput Mundi, in riferimento al suo ruolo di predominanza) e che successivamente l'edificio fu ricostruito su una modesta altura, forse resto di una fortificazione, da cui l'appellativo "in Colle". Il Benetti parla anche del ritrovamento sotto l'altare maggiore di un cippo romano capovolto, segno di condanna del presunto soldato romano che perseguitò la Santa.
Anche le origini della chiesa di Sant'Eufemia sono assai remote, in virtù della sua intitolazione a un'altra martire di epoca romana. Analogamente alla precedente, si trova nei pressi del decumano (via Desman) ma non lungo la strada, peraltro non lontana da via Cornara, toponimo che rimanda al nome romano Cornelia, forse una martire. Anche questo luogo sacro è definito popolarmente Caput Mundi" .
Secondo il Benetti, le chiese dedicate alla Madonna sarebbero riconducibili alle prime divisioni tra le comunità cristiane di base.
In epoca longobarda, invece, l'espansione del cristianesimo avvenne lungo il decumano detto oggi via Caltana. Su questa strada, infatti, si affacciano chiese intitolate a santi particolarmente venerati in quel periodo: San Biagio a Caltana di Santa Maria di Sala e Sant'Andrea a Sant'Andrea di Campodarsego.

#### Un decumano del mare
Secondo il Benetti, dalla dislocazione logica del graticolato e dei santi delle chiese si deduce che doveva esistere un altro asse parallelo (un Decumano) che doveva congiungere gli attuali paesi compresi tra Limena (San Felice) a Sambruson di Dolo (Sant'Ambrogio). Questo significherebbe che poteva esistere un "decumano del mare". Analizzando i nomi dei Santi dei paesi che si incontrano nell'attuale allineamento dei paesi (attualmente, a causa delle esondazioni del Brenta della Tergola, non c'è più nessuna strada diritta) l'organizzazione ecclesiastica sarebbe da far risalire al periodo Bizantino.